# Mistrzostwa Świata w Kolarstwie Torowym 1976
73. Mistrzostwa Świata w Kolarstwie Torowym 1976 odbyły się we włoskim Lecce. W tym samym roku odbywały się także igrzyska olimpijskie w Montrealu, więc w programie mistrzostw znalazły się tylko konkurencje nieolimpijskie: sprint i wyścig na dochodzenie dla kobiet, a dla mężczyzn: wyścig ze startu zatrzymanego (zawodowców i amatorów), sprint zawodowców, wyścig na dochodzenie zawodowców oraz wyścig tandemów.

## Medaliści

### Kobiety
| Konkurencja                        | Złoto                  | Srebro          | Brąz            |
| ---------------------------------- | ---------------------- | --------------- | --------------- |
| Sprint indywidualny                | Sheila Young           | Sue Novara      | Iva Zajíčková   |
| Wyścig indywidualny na dochodzenie | Keetie van Oosten-Hage | Luigina Bissoli | Mary Jane Reoch |

### Mężczyźni
| Konkurencja                                   | Złoto                                      | Srebro                                        | Brąz                                              |
| --------------------------------------------- | ------------------------------------------ | --------------------------------------------- | ------------------------------------------------- |
| Wyścig ze startu zatrzymanego amatorów        | Gaby Minneboo                              | Bartolomé Caldentey                           | Rainer Podlesch                                   |
| Sprint indywidualny zawodowców                | John Nicholson                             | Giordano Turrini                              | Yoshikazu Sugata                                  |
| Wyścig indywidualny na dochodzenie zawodowców | Francesco Moser                            | Roy Schuiten                                  | Knut Knudsen                                      |
| Wyścig ze startu zatrzymanego zawodowców      | Wilfried Peffgen                           | Cees Stam                                     | Walter Avogadri                                   |
| Tandemy                                       | Polska · Janusz Kotliński · Benedykt Kocot | Czechosłowacja · Ivan Kučírek · Miloš Jelínek | ZSRR · Anatolij Jabłunowski · Władimir Siemieniec |

## Klasyfikacja medalowa
| Miejsce | Państwo           |   |   |   | Razem |
| ------- | ----------------- | - | - | - | ----- |
| 1.      | Holandia          | 2 | 2 | 0 | 4     |
| 2.      | Włochy            | 1 | 2 | 1 | 4     |
| 3.      | Stany Zjednoczone | 1 | 1 | 1 | 3     |
| 4.      | RFN               | 1 | 0 | 1 | 2     |
| 5.      | Australia         | 1 | 0 | 0 | 1     |
|         | Polska            | 1 | 0 | 0 | 1     |
| 7.      | Czechosłowacja    | 0 | 1 | 1 | 2     |
| 8.      | Hiszpania         | 0 | 1 | 0 | 1     |
| 9.      | Japonia           | 0 | 0 | 1 | 1     |
|         | Norwegia          | 0 | 0 | 1 | 1     |
|         | ZSRR              | 0 | 0 | 1 | 1     |